# ترکیب یگان‌های ارتش سرخ در عملیات بارباروسا
این نوشتار شامل یگان‌های ارتش سرخ شوروی در روز آغازین عملیات بارباروسا است. عبارت داخل پرانتز محل استقرار یگان یا قرارگاه آن است.

## نیروی زمینی
- جبهه غربی - سپهبد دمیتری پاولوف (مینسک)

| - - گردان ۲۴ خمپاره‌انداز - گردان ۸۶ ضدهوایی - گردان ۳۲ توپخانه سنگین - گردان ۲۷۵ مهندسی | - - هنگ ۲۹ توپخانه - هنگ ۴۹ توپخانه - هنگ ۵۶ توپخانه - هنگ ۱۵۱ توپخانه - هنگ ۲۹۳ توپخانه - هنگ ۳۶۰ توپخانه - هنگ ۴۶۷ توپخانه - هنگ ۵۸۷ توپخانه - هنگ ۶۱۱ توپخانه - هنگ ۵ توپخانه سنگین - هنگ ۳۱۸ توپخانه سنگین - هنگ ۶۱۲ توپخانه سنگین | - - هنگ ۱۰ مهندسی - هنگ ۲۳ مهندسی - هنگ ۳۳ مهندسی - هنگ ۳۴ پل‌ساز - هنگ ۳۵ پل‌ساز | - - تیپ ۸ ضد تانک - لشکر ۵۰ تفنگ‌دار - سرتیپ واسیلی یوْدوکیموف (نزدیک مالاژکنا) - منطقه استحکامات شماره ۵۸ - منطقه استحکامات شماره ۶۱ - منطقه استحکامات شماره ۶۳ - منطقه استحکامات شماره ۶۴ - منطقه استحکامات شماره ۶۵ |  |

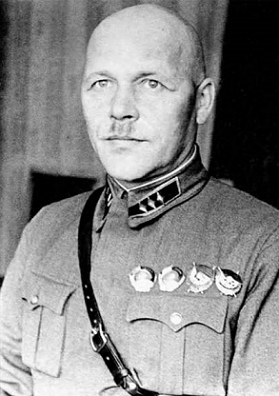
سپهبد دمیتری پاولوف

| - - سپاه ۲ تفنگ‌دار - سرلشکر آرکادی یرماکوف - لشکر ۱۰۰ تفنگ‌دار - لشکر ۱۶۱ تفنگ‌دار - لشکر ۱۵۵ تفنگ‌دار - سپاه ۲۱ تفنگ‌دار - سرلشکر ولادیمیر بوریسوف - لشکر ۱۷ تفنگ‌دار - لشکر ۲۴ تفنگ‌دار - لشکر ۳۷ تفنگ‌دار - سپاه ۴۴ تفنگ‌دار - سرلشکر واسیلی یوشکویچ - لشکر ۶۴ تفنگ‌دار - لشکر ۱۰۸ تفنگ‌دار | - - سپاه ۴۷ تفنگ‌دار - سرلشکر استپان پووتکین - لشکر ۵۵ تفنگ‌دار - لشکر ۱۲۱ تفنگ‌دار - لشکر ۱۴۳ تفنگ‌دار - سپاه ۴ هوابرد - سرلشکر دییدوف - تیپ ۷ هوابرد - تیپ ۸ هوابرد - تیپ ۲۰۴ هوابرد | - - سپاه ۱۷ مکانیزه - سرلشکر پتروف - لشکر ۲۷ تانک - لشکر ۳۶ تانک - لشکر ۲۰۹ مکانیزه - هنگ ۲۲ موتورسوار - سپاه ۲۰ مکانیزه - سرلشکر نیکیتین - لشکر ۲۶ تانک - لشکر ۳۸ تانک - لشکر ۲۱۰ مکانیزه - هنگ ۲۴ موتورسوار |

- - ارتش سوم - سرلشکر واسیلی کوزنتسوف

| - - - گردان ۱۶ ضدهوایی - هنگ ۱۵۲ توپخانه - هنگ ۴۴۴ توپخانه - تیپ ۷ ضد تانک - منطقه استحکامات شماره ۶۸ گرودنو | - - - سپاه ۴ تفنگ‌دار - سرتیپ اِوگنی اِگوروف - لشکر ۲۷ تفنگ‌دار - سرتیپ الکساندْر استپانوف (ناحیه شتابین) - لشکر ۵۶ تفنگ‌دار - سرتیپ سیمیون ساخنوف (ناحیه ساپوتسکین) - لشکر ۸۵ تفنگ‌دار - سرتیپ الکساندر بوندوفسکی (ناحیه گرودنو) | - - - سپاه ۱۱ مکانیزه - سرتیپ دمیتری موستوویِنکو (واوکویسک) - لشکر ۲۹ تانک سرهنگ استودنف (نزدیک گرودنو) - لشکر ۳۳ تانک سرهنگ میخائیل پانوف (جنوب شرقی گرودنو) - لشکر ۲۰۴ مکانیزه سرهنگ الکسی پیروف (واوکویسک) - هنگ ۱۶ موتورسوار |  |

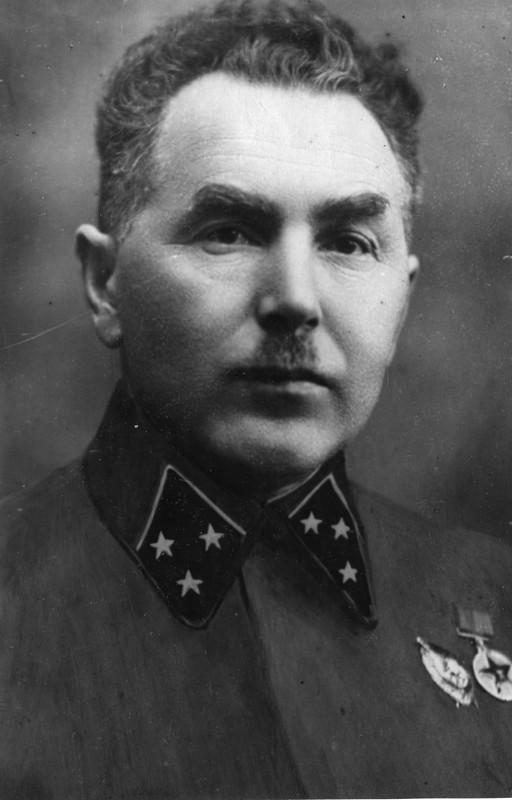
سرلشکر واسیلی کوزنتسوف

- - ارتش چهارم - سرلشکر الکساندر کوروبکوف

| - - - گردان ۱۲ ضدهوایی - هنگ ۴۴۷ توپخانه - هنگ ۴۵۵ توپخانه - هنگ ۴۶۲ توپخانه - هنگ ۱۲۰ توپخانه سنگین - لشکر ۴۹ تفنگ‌دار - سرهنگ واسلیِف (ویسوکویه) - لشکر ۷۵ تفنگ‌دار - سرتیپ سیمیون نیدویگین (مالاریتا) - منطقه استحکامات شماره ۶۲ برست-لیتوفسک - سرتیپ میخائیل پوزیرِف | - - - سپاه ۲۸ تفنگ‌دار - سرتیپ واسیلی پوپوف (برست) - لشکر ۶ تفنگ‌دار - سرهنگ پوپسوی-شاپکو (برست) - لشکر ۴۲ تفنگ‌دار - سرتیپ ایوان لازارنکو (برست) | - - - سپاه ۱۴ مکانیزه - سرتیپ استپان اوبورین - لشکر ۲۲ تانک - سرتیپ واسیلی پوگانوف (شرق برست) - لشکر ۳۰ تانک - سرهنگ سیمیون بوگدانوف (پروژانی) - لشکر ۲۰۵ مکانیزه - سرهنگ کودینروف (برزا) - هنگ ۲۰ موتورسوار |  |

- - ارتش دهم - سرتیپ کنستانتین گولوبف

| - - - گردان ۳۸ ضدهوایی - گردان ۷۱ ضدهوایی - هنگ ۱۲۴ توپخانه - هنگ ۱۳۰ توپخانه - هنگ ۱۵۶ توپخانه - هنگ ۲۶۲ توپخانه - هنگ ۳۱۱ توپخانه - هنگ ۳۱۵ توپخانه - هنگ ۳۷۵ توپخانه - تیپ ۶ ضد تانک - لشکر ۱۵۵ تفنگ‌دار - منطقه استحکامات شماره ۶۶ اوسووتس | - - - سپاه ۱ تفنگ‌دار - سرتیپ فدور روبستوف - لشکر ۲ تفنگ‌دار - سرهنگ میخائیل گریشین - لشکر ۸ تفنگ‌دار - سرهنگ نیکولای فومین (ناحیه کولنو) - سپاه ۵ تفنگ‌دار - سرتیپ گارنوف (ومژا) - لشکر ۱۳ تفنگ‌دار - لشکر ۸۶ تفنگ‌دار - لشکر ۱۱۳ تفنگ‌دار - سپاه ۶ سواره‌نظام - سرتیپ نیکیتین - لشکر ۶ سواره‌نظام - لشکر ۳۶ سواره‌نظام | - - - سپاه ۶ مکانیزه - سرتیپ میخائیل خاتسکیلویچ - (شمال شرقی بیاویستوک) - لشکر ۴ تانک - سرتیپ آندری پوتاتورچف (بیاویستوک) - لشکر ۷ تانک - سیمیون بورزیلوف (واوکویسک) - لشکر ۲۹ مکانیزه (سلونیم) - هنگ ۴ موتورسوار - سپاه ۱۳ مکانیزه - سرتیپ آخلیوستان - لشکر ۲۵ تانک - لشکر ۳۱ تانک - لشکر ۲۰۸ مکانیزه - هنگ ۱۸ موتورسوار |  |

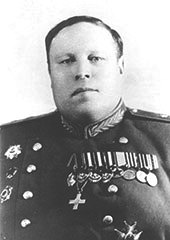
سرلشکر کنستانتین گولوبف

- - قرارگاه ارتش سیزدهم - سرتیپ پیوتر فیلاتوف
  - نیروهای هوایی و ضدهوایی:
    - لشکر ۴۳ جنگنده
    - لشکر ۵۹ جنگنده (آموزشی)
    - لشکر ۶۰ جنگنده (آموزشی)
    - لشکر ۱۲ بمب‌افکن
    - لشکر ۱۳ بمب‌افکن
    - لشکر ۹ ترکیبی
    - لشکر ۱۰ ترکیبی
    - لشکر ۱۱ ترکیبی
    - هنگ ۱۸۴ جنگنده
    - هنگ ۳۱۳ شناسایی
    - هنگ ۳۱۴ شناسایی
    - تیپ ۴ دفاع هوایی
    - تیپ ۷ دفاع هوایی
    - تیپ دفاع هوایی باراناویچی
    - تیپ دفاع هوایی کوبرین
    - تیپ دفاع هوایی گومل
    - تیپ دفاع هوایی ویتبسک
    - تیپ دفاع هوایی اسمولنسک
- جبهه جنوب غربی - ارتشبد میخائیل کیرپونوس
  - گردان ۳۴ توپخانه سنگین
  - گردان ۲۴۵ توپخانه سنگین
  - گردان ۳۱۵ توپخانه سنگین
  - گردان ۳۱۶ توپخانه سنگین
  - گردان ۲۶۳ ضدهوایی
  - گردان ۱ قطار زرهی
  - گردان ۲۷۵ مهندسی
  - هنگ ۲۰۵ توپخانه
  - هنگ ۲۰۷ توپخانه
  - هنگ ۳۰۵ توپخانه
  - هنگ ۳۳۱ توپخانه
  - هنگ ۳۶۸ توپخانه
  - هنگ ۳۷۶ توپخانه
  - هنگ ۴۳۷ توپخانه
  - هنگ ۴۵۸ توپخانه
  - هنگ ۵۰۷ توپخانه
  - هنگ ۵۲۹ توپخانه
  - هنگ ۵۳۸ توپخانه
  - هنگ ۵۴۳ توپخانه
  - هنگ ۵۵۵ توپخانه
  - هنگ ۵۸۹ توپخانه
  - هنگ ۶۴۶ توپخانه
  - هنگ ۶۱۱ توپخانه
  - هنگ ۴ توپخانه سنگین
  - هنگ ۱۶۸ توپخانه سنگین
  - هنگ ۳۲۴ توپخانه سنگین
  - هنگ ۳۳۰ توپخانه سنگین
  - هنگ ۵۲۶ توپخانه سنگین
  - هنگ ۴۵ مهندسی
  - هنگ ۱ پل‌ساز
  - تیپ ۵ ضد تانک
  - منطقه استحکامات شماره ۱ کی‌یف
  - منطقه استحکامات شماره ۳ لتیچف
  - منطقه استحکامات شماره ۵ کوروستن
  - منطقه استحکامات شماره ۷ نووگورود-وولینسکی
  - منطقه استحکامات شماره ۱۳ شپتوفکا
  - منطقه استحکامات شماره ۱۵ اوستروپول
  - منطقه استحکامات شماره ۱۷ ایزیاسلاف
  - سپاه ۳۱ تفنگ‌دار - سرلشکر آنتون لوپاتین
    - لشکر ۱۹۳ تفنگ‌دار
    - لشکر ۱۹۵ تفنگ‌دار
    - لشکر ۲۰۰ تفنگ‌دار

  - سپاه ۳۶ تفنگ‌دار - سرلشکر پاول سیسویف
    - لشکر ۱۴۰ تفنگ‌دار
    - لشکر ۱۴۶ تفنگ‌دار
    - لشکر ۲۲۸ تفنگ‌دار

  - سپاه ۴۹ تفنگ‌دار - سرلشکر ایوان کورنیلوف
    - لشکر ۱۹۰ تفنگ‌دار
    - لشکر ۱۹۷ تفنگ‌دار
    - لشکر ۱۹۹ تفنگ‌دار

  - سپاه ۵۵ تفنگ‌دار - سرلشکر کنستانتین کوروتیف
    - لشکر ۱۳۰ تفنگ‌دار
    - لشکر ۱۶۹ تفنگ‌دار
    - لشکر ۱۸۹ تفنگ‌دار

  - سپاه ۱ هوابرد - سرلشکر ماتوی اوسنکو
    - تیپ ۱ هوابرد
    - تیپ ۲۰۴ هوابرد
    - تیپ ۲۱۱ هوابرد

  - سپاه ۱۹ مکانیزه - سرلشکر نیکولای فکلنکو
    - لشکر ۴۰ تانک
    - لشکر ۴۳ تانک
    - لشکر ۲۱۳ مکانیزه
    - هنگ ۲۱ موتورسوار

  - سپاه ۲۴ مکانیزه - سرلشکر ولادیمیر کریستیاکوف
    - لشکر ۴۵ تانک
    - لشکر ۴۹ تانک
    - لشکر ۲۱۶ مکانیزه
    - هنگ ۱۷ موتورسوار

  - ارتش پنجم - سرلشکر میخائیل پوتاپوف
    - گردان ۳۳ ضدهوایی
    - گردان ۲۴۳ ضدهوایی
    - هنگ ۲۱ توپخانه
    - هنگ ۲۳۱ توپخانه
    - هنگ ۲۶۴ توپخانه
    - هنگ ۴۶۰ توپخانه
    - هنگ ۵ پل‌ساز
    - تیپ ۱ ضد تانک
    - منطقه استحکامات شماره ۲ ولادیمیر-ولینسکی
    - سپاه ۱۵ تفنگ‌دار - سرهنگ فدیونینسکی
      - لشکر ۴۵ تفنگ‌دار
      - لشکر ۶۲ تفنگ‌دار

    - سپاه ۲۷ تفنگ‌دار - سرلشکر پاول آرتمنکو
      - لشکر ۸۷ تفنگ‌دار
      - لشکر ۱۲۴ تفنگ‌دار
      - لشکر ۱۳۵ تفنگ‌دار

    - سپاه ۹ مکانیزه - سرلشکر کنستانتین روکوسوفسکی
      - لشکر ۲۰ تانک
      - لشکر ۳۵ تانک
      - لشکر ۱۳۱ مکانیزه
      - هنگ ۳۲ موتورسوار

    - سپاه ۲۲ مکانیزه - سرلشکر سیمیون کوندروسف
      - لشکر ۱۹ تانک
      - لشکر ۴۱ تانک
      - لشکر ۲۱۵ مکانیزه
      - هنگ ۲۳ موتورسوار

  - ارتش ششم - سپهبد ایوان موزیچنکو
    - گردان ۱۷ ضدهوایی
    - گردان ۳۰۷ ضدهوایی
    - هنگ ۱۳۵ توپخانه
    - هنگ ۲۰۹ توپخانه
    - هنگ ۲۲۹ توپخانه
    - هنگ ۴۴۱ توپخانه
    - هنگ ۹ مهندسی
    - تیپ ۳ ضد تانک
    - منطقه استحکامات شماره ۴ استرومیلوف
    - منطقه استحکامات شماره ۶ راوا-روسکایا
    - سپاه ۶ تفنگ‌دار - سرلشکر ایوان الکسیف
      - لشکر ۴۱ تفنگ‌دار
      - لشکر ۹۷ تفنگ‌دار
      - لشکر ۱۵۹ تفنگ‌دار

    - سپاه ۳۷ تفنگ‌دار - سرتیپ زیبین
      - لشکر ۸۰ تفنگ‌دار
      - لشکر ۱۳۹ تفنگ‌دار
      - لشکر ۱۴۱ تفنگ‌دار

    - سپاه ۵ سواره‌نظام - سرلشکر فیودور کامکوف
      - لشکر ۳ سواره‌نظام
      - لشکر ۱۴ سواره‌نظام

    - سپاه ۴ مکانیزه - سرلشکر آندری ولاسوف
      - لشکر ۸ تانک
      - لشکر ۳۲ تانک
      - لشکر ۸۱ مکانیزه
      - هنگ ۳ موتورسوار

    - سپاه ۱۵ مکانیزه - سرلشکر ایگناتی کارپزو
      - لشکر ۱۰ تانک
      - لشکر ۳۷ تانک
      - لشکر ۲۱۲ مکانیزه
      - هنگ ۲۵ موتورسوار

  - ارتش دوازدهم - سرلشکر پاول پوندلین
    - گردان ۲۰ ضدهوایی
    - گردان ۳۰ ضدهوایی
    - هنگ ۲۶۹ توپخانه
    - هنگ ۲۷۴ توپخانه
    - هنگ ۲۸۳ توپخانه
    - هنگ ۴۶۸ توپخانه
    - هنگ ۳۷ مهندسی
    - هنگ ۱۹ پل‌ساز
    - تیپ ۴ ضد تانک
    - منطقه استحکامات شماره ۱۰ کامنف-پودولتس
    - منطقه استحکامات شماره ۱۱
    - منطقه استحکامات شماره ۱۲ موگیلف-پودولتس
    - سپاه ۱۳ تفنگ‌دار - سرلشکر نیکولای کیریلوف
      - لشکر ۴۴ تفنگ‌دار کوهستان
      - لشکر ۵۸ تفنگ‌دار کوهستان
      - لشکر ۱۹۲ تفنگ‌دار کوهستان

    - سپاه ۱۷ تفنگ‌دار - سرلشکر ایوان گالانین
      - لشکر ۶۰ تفنگ‌دار کوهستان
      - لشکر ۹۶ تفنگ‌دار
      - لشکر ۱۶۴ تفنگ‌دار

    - سپاه ۱۶ مکانیزه - سرلشکر الکساندر سوکولوف
      - لشکر ۱۵ تانک
      - لشکر ۳۹ تانک
      - لشکر ۲۴۰ مکانیزه
      - هنگ ۱۹ موتورسوار

  - ارتش بیست‌وششم - سپهبد فیودور کوستنکو
    - گردان ۲۸ ضدهوایی
    - هنگ ۲۳۳ توپخانه
    - هنگ ۲۳۶ توپخانه
    - هنگ ۳۷ مهندسی
    - هنگ ۱۷ پل‌ساز
    - تیپ ۲ ضد تانک
    - منطقه استحکامات شماره ۸
    - سپاه ۸ تفنگ‌دار - سرلشکر میخائیل سنگوف
      - لشکر ۷۲ تفنگ‌دار کوهستان
      - لشکر ۹۹ تفنگ‌دار
      - لشکر ۱۷۳ تفنگ‌دار

    - سپاه ۸ مکانیزه - سپهبد دمیتری ریابیشف
      - لشکر ۱۲ تانک
      - لشکر ۳۴ تانک
      - لشکر ۷ مکانیزه
      - هنگ ۲ موتورسوار

## نیروی هوایی و ضدهوایی
جبهه غربی
- هوایی:

| - - لشکر ۴۳ جنگنده - لشکر ۵۹ جنگنده (آموزش) - لشکر ۶۰ جنگنده (آموزش) | - - لشکر ۱۲ بمب‌افکن - لشکر ۱۳ بمب‌افکن | - - لشکر ۹ ترکیبی - لشکر ۱۰ ترکیبی - لشکر ۱۱ ترکیبی | - - هنگ ۱۸۴ جنگنده - هنگ ۳۱۳ شناسایی هوایی - هنگ ۳۱۴ شناسایی هوایی |

- ضدهوایی

| - - تیپ ۴ دفاع هوایی - تیپ ۷ دفاع هوایی | - - تیپ دفاع هوایی بارانوویچی - تیپ دفاع هوایی کوبرین - تیپ دفاع هوایی گومل | - - تیپ دفاع هوایی ویتبسک - تیپ دفاع هوایی اسمولنسک |

جبهه جنوب غربی
- هوایی:

| - - لشکر ۳۶ جنگنده - لشکر ۴۴ جنگنده - لشکر ۶۴ جنگنده | - - لشکر ۱۹ بمب‌افکن - لشکر ۶۲ بمب‌افکن | - - لشکر ۱۴ ترکیبی - لشکر ۱۵ ترکیبی - لشکر ۱۶ ترکیبی - لشکر ۱۷ ترکیبی - لشکر ۶۳ ترکیبی | - - هنگ ۳۱۵ شناسایی هوایی - هنگ ۳۱۶ شناسایی هوایی |

- ضدهوایی

| - - تیپ ۳ دفاع هوایی - تیپ ۴ دفاع هوایی - تیپ ۱۱ دفاع هوایی | - - تیپ دفاع هوایی استانیسلاو - تیپ دفاع هوایی روونو - تیپ دفاع هوایی ژیتومیر | - - تیپ دفاع هوایی تارنوپول - تیپ دفاع هوایی وینیتسا |